# Congreso de la Unión
El Congreso de la Unión (formalmente Congreso General de los Estados Unidos Mexicanos) es el órgano depositario del poder legislativo federal de México. Está conformado por una asamblea bicameral: la Cámara de Senadores es la cámara alta compuesta por ciento veintiocho senadores y la Cámara de Diputados es la cámara baja compuesta por quinientos diputados.
La vigente Constitución de 1917 prevé este órgano en su título tercero, capítulo II, secciones I, II y III, y abordándolo en veintiocho artículos. En ellos se especifican las obligaciones, facultades, requisitos y restricciones del aparato legislativo; principalmente la facultad exclusiva entre los Poderes de la Unión (y repartida entre las dos cámaras) para estudiar, discutir, votar y emitir las iniciativas de leyes, reglamentos, códigos, normas y las reformas a todo ello, que se le presenten durante sus períodos de sesiones, es decir, posee la acción deliberativa para legislar en todos los asuntos del Estado mexicano. Con los 32 poderes legislativos de las entidades, recibe la condición de «Constituyente permanente», es decir, el único ente que puede adicionar y modificar la Constitución.
También sus deberes incluyen determinar la composición de la división política del territorio nacional; la facultad para cambiar de sede los poderes de la unión; aprobar la declaratoria de guerra del Presidente; la recepción y glosa (análisis) del informe de gobierno que debe rendir el jefe del ejecutivo; la aprobación de iniciativas, rendición de cuentas, exigencia de comparecencias y eventuales remociones de los titulares o integrantes de los Poderes de la Unión, incluido el presidente de la república; la elección del interino o sustituto de este último; y diversas prerrogativas que le conceden otros artículos de la carta magna y las leyes federales.
Cuando se reúne de forma conjunta, para sesiones de Congreso General, su sede oficial es el Palacio Legislativo de San Lázaro en la Ciudad de México, que de ordinario es también sede de la Cámara de Diputados. Dichas sesiones ocurren de manera formal únicamente en tres casos; El 1 de septiembre de cada año para celebrar la apertura del primer período de sesiones ordinarias; a partir del 1 de febrero para celebrar un segundo período de sesiones ordinarias; y de igual manera, sesiona de manera conjunta, cada seis años con motivo de la ceremonia de toma de posesión del presidente de la República, es decir el 1 de octubre del año de la elección presidencial. La constitución contempla sesiones de Congreso general extraordinarias para la elección del presidente interino o sustituto en caso de falta temporal o absoluta del titular del poder ejecutivo, situación en la que se constituye como Colegio Electoral. También podrá ser convocado en situaciones extraordinarias por alguna de las dos cámaras, la Comisión Permanente o el presidente. En todos los casos, ejerce el rol de Presidente del Congreso, aquel que lo sea de la cámara anfitriona de la sesión, comúnmente el de la Cámara de Diputados.
El primer período ordinario de sesiones deberá concluir a más tardar los días 15 de diciembre, salvo en el año de sucesión del poder ejecutivo, cuando el período podrá extenderse hasta el 31 de diciembre. El segundo período cerrará como máximo el 30 de abril. En periodos de receso, la Comisión Permanente reúne un número de diputados y senadores para atender los asuntos pendientes del Congreso hasta el nuevo período de sesiones.

## Historia

### Guerra de Independencia
Los antecedentes de un órgano colegiado que funcionara a manera de poder legislativo en México, se pueden dividir en dos; aquellos de las aún vigentes autoridades del Virreinato de la Nueva España durante la Guerra de Independencia, y los de aquellas instituciones creadas para normar y organizar el movimiento insurgente. 
En el primer caso, inició con la representación activa que el virreinato envió a las Cortes de Cádiz en 1810 en el marco de la Guerra de la Independencia Española y que ejercía el gobierno del Imperio Español durante la ocupación napoleónica. De dicha asamblea surgió la Constitución liberal que rigió al territorio novohispano durante los años de la revuelta. Muchas de las normas venidas de la metrópoli no solo se implementaron, sino que sirvieron de inspiración para los principios legales que seguirían tanto las instituciones insurgentes, como las de la eventual nación independiente.
En el segundo caso, si bien Miguel Hidalgo se apoyó en algunos ayuntamientos para respaldar legalmente algunas de sus acciones de gobierno insurgente (como el Ayuntamiento de Celaya para ser nombrado Capitán General; o el de Guadalajara para publicar la abolición de la esclavitud), estos órganos nunca trascendieron más allá de dichas acciones como actores legislativos del movimiento. Por lo que el origen de un Congreso insurgente, como depositario del Poder Legislativo, se remonta al 18 de agosto de 1811 cuando, tras el fusilamiento de Miguel Hidalgo y de los primeros líderes insurgentes, José María Morelos estableció la primera junta representativa de la nación mexicana, denominada oficialmente Junta Suprema Nacional Americana, la cual se reunió en Zitácuaro (en el actual estado de Michoacán), por lo que fue llamada Junta de Zitácuaro. Integrada por la mayor parte de los líderes insurgentes, la relevancia de dicha institución estuvo en definir la estructura organizacional del movimiento armado y en producir el primer documento de intenciones o normatividades del mismo, conocido como Elementos Constitucionales.
Tanto el documento, como el cuerpo colegiado que lo creó, perdieron todo tipo de vigencia y autoridad, no solo por la inestabilidad causada por la guerra, sino por la adhesión de la mayoría de las autoridades novohispanas a la constitución española promulgada en 1812, que sin embargo contenía muchos de los puntos del documento insurgente. Ante dicha coyuntura, José María Morelos, teniendo presente la necesidad de la organización política del movimiento insurgente, y que en esta era fundamental la redacción de una Constitución y el establecimiento de un cuerpo legislativo de representantes de la nación, convocó a una reunión asamblearia de enviados de todas las provincias del virreinato para actuar en consecuencia. El 14 de septiembre de 1813 se instaló el llamado Congreso de Anáhuac en la ciudad de Chilpancingo; En este acontecimiento Morelos, dio lectura a un documento al que llamó Sentimientos de la Nación, en el que destaca la importancia de los Derechos Humanos y de la Libertad, esta carta se conoce como el primer antecedente constitucional. El Congreso abolió la esclavitud, estableció los derechos del pueblo, sin distinción de clases ni castas; ordenó el reparto de los latifundios (fincas que tuvieran más de dos leguas), y votó la declaración de Independencia. El 22 de octubre de 1814, en Apatzingán, el congreso ratificó el Decreto Constitucional para la Libertad de la América Mexicana, conocido también como la Constitución de Apatzingán. No obstante, a pesar de tener mayores repercusiones que sus antecesores, el documento y el órgano no sobrevivieron a la aprehensión y fusilamiento de Morelos; por lo cual el congreso, que terminó disuelto, no sería partícipe del proceso de consumación de la independencia, y en consecuencia de la organización de la nación independiente.

### Primeros años de vida independiente

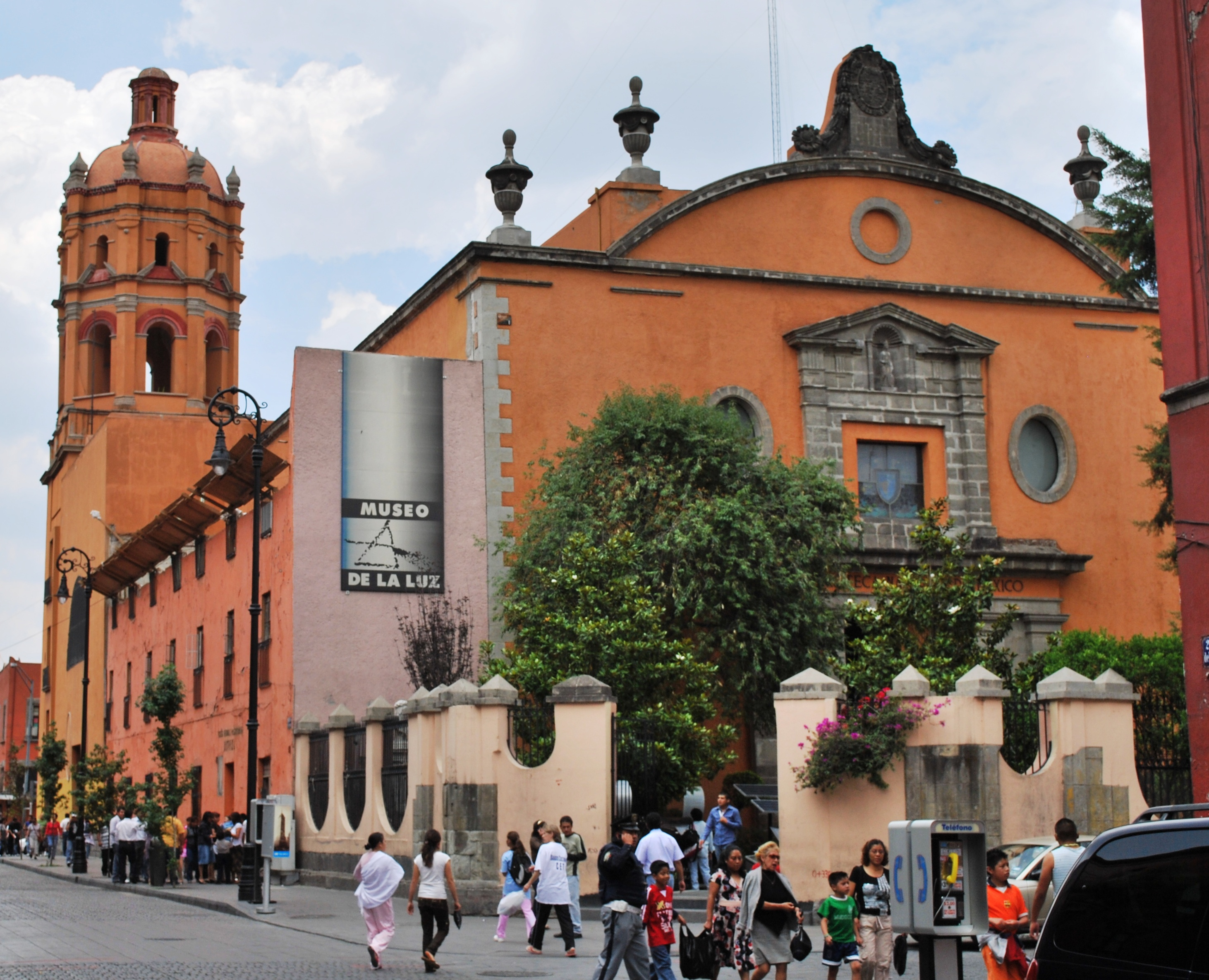
Antiguo colegio jesuita de San Pedro y San Pablo, el primer congreso constitucional lo utilizó como su primer recinto legislativo de 1825 a 1829 (previamente fue usado por el congreso constituyente de 1822 a 1824).

El 28 de septiembre de 1821, al día siguiente de consumada la independencia, se instaló en el Salón de Recepciones del antiguo Palacio Virreinal la Junta Provisional Gubernativa, el primer órgano de gobierno del México independiente, y que dada su estructura, constituía un cuerpo legislativo, siendo por lo tanto el primero de su tipo en la historia del nuevo país. Su composición y responsabilidades estaban sustentadas en el Plan de Iguala y los Tratados de Córdoba; documentos que entregaban a dicha institución la suprema autoridad sobre el país hasta la conformación de un congreso constituyente y la juramentación de un emperador, dada la intención de formar un gobierno monárquico constitucional, expresada en ambos escritos. El primer acto de la junta fue la expedición y firma del Acta de Independencia. Posteriormente nombró una regencia en quien depositaría el poder Ejecutivo; esta quedó compuesta por Agustín de Iturbide como presidente; Juan O'Donojú como primer regente; y Manuel de la Bárcena, José Isidro Yáñez y Manuel Velázquez de León como 2°, 3° y 4° regentes, respectivamente. Finalmente, convocó a elecciones para integrar el Congreso constituyente.
La instalación del primer Congreso constituyente del México independiente se realizó el 24 de febrero de 1822 en la Catedral metropolitana (Poco después se trasladó al antiguo colegio jesuita de San Pedro y San Pablo). El mismo órgano determinó delegar toda función de gobierno en el poder ejecutivo (en ese momento ocupado por la regencia), para abocarse a la tarea de redactar una constitución. El 19 de mayo de 1822 el Congreso proclamó Emperador de México a Agustín de Iturbide con el nombre de Agustín I.
La relación entre emperador y congreso se vio marcada por una serie de diferencias surgidas del ejercicio de las funciones de uno y otro, en ocasiones interviniendo en las atribuciones del contrario. Ante el retraso de la acciones parlamentarias para promulgar una constitución y las acusaciones del ejecutivo de una conspiración por parte del legislativo, el Emperador Agustín I disolvió el congreso el 31 de octubre de 1822 y ordenó una serie de medidas para detener la confabulación. Las disputas derivaron en una crisis institucional cuando Iturbide sustituyó al congreso con una Junta Nacional Instituyente; posteriormente este órgano dotó al emperador de un ordenamiento legal para facilitar su actuar como gobernante, promulgando el Reglamento provisional político del Imperio Mexicano el 18 de diciembre de 1822, documento que también incluía la administración de los otros poderes de la unión, las provincias, la educación y la hacienda pública. Esta situación que provocó una revuelta armada sustentada en el Plan de Casa Mata, que pretendía el establecimiento de una República, restaurando a la vez, al congreso disuelto. Poco antes de la abdicación de Agustín I, el emperador restauró al Congreso.
El reinstalado congreso formó un gobierno provisional depositado en tres personas (un triunvirato); pero como varios de los nombrados no estaban en la capital, se nombraron suplentes para ocupar sus lugares interinamente, al nuevo ente de gobierno se le denominó Supremo Poder Ejecutivo. Este cuerpo colegiado tenía una presidencia rotativa entre sus miembros cada mes. Posteriormente promulgó la Acta Constitutiva de la Federación Mexicana el 31 de enero de 1824 mediante la cual adoptó un sistema republicano federal, después de debatirse entre el sistema centralista y el federalista. Consecuencia fundamental de una o de otra, estaba la determinación de la unicameralidad o bicameralidad del Congreso. Fundamentalmente gracias al impulso de Fray Servando Teresa de Mier y de Miguel Ramos Arizpe, se adoptó el sistema federal, al promulgarse la Constitución de 1824 el 4 de octubre y, con ella, la división del Congreso en dos cámaras: la de Diputados, representantes de la población, y el Senado, en representación de los estados de la Federación.
El 1 de enero de 1825, en el Antiguo colegio jesuita de San Pedro y San Pablo, inició el primer periodo de sesiones del Primer Congreso Constitucional de los Estados Unidos Mexicanos; la sesión estuvo encabezada por el presidente del Congreso, el diputado Miguel Valentín, y ante la presencia del presidente de la república Guadalupe Victoria, y los 38 Senadores y 47 Diputados electos conforme a la Constitución de 1824. De acuerdo con lo establecido por la mencionada Carta Magna, aquel primer congreso contó con facultades legislativas muy similares a las actuales, supeditando muchos de los actos del poder ejecutivo a sus determinaciones; no obstante, también contaba con prerrogativas de gobierno, que incluían su intervención en el fomento del desarrollo económico, cultural, científico, de seguridad interna y externa, así como la protección a la libertad de imprenta.

### El congreso y la inestabilidad del país

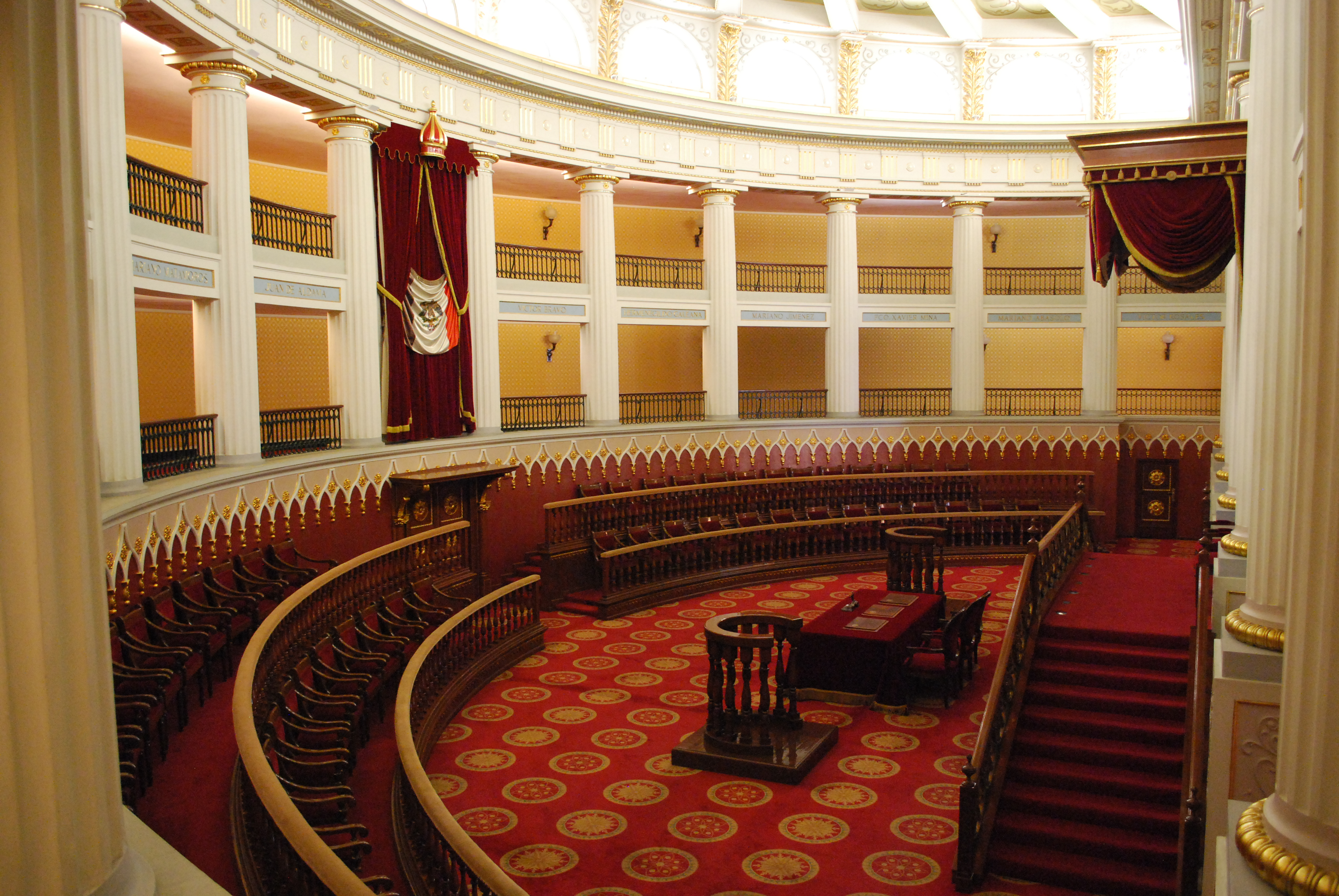
Antiguo Recinto Parlamentario en Palacio Nacional fue sede de la Cámara de Diputados de 1829 a 1872. El Senado por su parte, ocupó la antigua Capilla Real en la planta alta del ala sur del mismo edificio entre 1829 y 1931.

A lo largo del siglo XIX, la inestabilidad política que vivió el país a raíz de las invasiones estadounidense y francesa; las luchas separatistas en Texas y Centroamérica; Así como los conflictos entre liberales y conservadores (en cualquiera de sus variantes como bandos antagónicos: republicanos contra monárquicos y federalistas contra centralistas) ocasionaban golpes de estado, revueltas, motines e incluso guerras civiles como la guerra de Reforma. El Congreso fue constante escenario de disputas entre los distintos grupos, y también del continuo enfrentamiento con los presidentes en turno.
El 30 de noviembre de 1836 con la promulgación de las Siete Leyes, se estableció el sistema centralista y el congreso sufrió su primera transformación; la cámara de senadores fue recortada a la mitad de sus miembros, fijándose la representación de los departamentos (sustitutos de los estados) en un legislador por entidad; en tanto que la de diputados se fijó en dos por cada departamento, dividiendo a estos en dos secciones con igual número de habitantes para elegirlos. Los senadores (hasta entonces electos directamente por las legislaturas estatales) serían elegidos de una serie de ternas (una por cada departamento) propuestas por la Cámara de Diputados, el Consejo de ministros y la Suprema Corte, para después proceder con el voto de las juntas departamentales (sustitutas de los congresos locales). Los Diputados por su parte serían electos por voto popular. Una variación relevante del nuevo sistema legislativo, fue la inclusión de iniciativas ciudadanas que podían ser canalizadas por los ayuntamientos y las juntas departamentales. Las Bases Orgánicas, nuevo ordenamiento legal del régimen centralista, y promulgadas el 12 de junio de 1843 modificó nuevamente la estructura del congreso, restableciendo la representación proporcional de los diputados, de acuerdo al número de habitantes por cada departamento, mientras que el número de senadores fue elevado a tres por cada entidad. En cuanto a la elección; los diputados serían nombrados por las juntas departamentales; dos tercios de los senadores por el mismo órgano local y el otro tercio por los poderes ejecutivo y judicial.
En 1847, después de la caída de la Ciudad de México en manos de los estadounidense, el Congreso se trasladó provisionalmente al edificio de la Academia de San Fernando en Querétaro.

### El Congreso unicameral
Luego del triunfo de la Revolución de Ayutla, Juan Álvarez fue designado presidente interino y ocupó este puesto del 4 de octubre al 11 de diciembre de 1855. Su gestión, aunque muy breve, fue importante para el inicio de la reforma liberal.
Durante su gestión se presentó la convocatoria para un nuevo Congreso Constituyente el cual debería iniciar sus actividades en febrero de 1856. También se promulgaron las primeras dos de la llamadas Leyes de Reforma. La postura radical del gobierno de Álvarez no agradó a todos aquellos que vieron en las reformas una amenaza a sus intereses. La presión al gobierno se desató las circunstancias obligaron al presidente a renunciar. Fue sustituido por Ignacio Comonfort.
El Congreso constituyente inició sus sesiones el 18 de febrero de 1856. En las tribunas parlamentaria eran mayoría el grupo de liberales radicales partidarios de elaborar otro texto que permitiera romper definitivamente con el orden heredado de la Colonia.
Las sesiones del Congreso se llevaron a cabo desde el 4 de febrero de 1856. El 16 de junio de 1857 se presentó en Cámara el proyecto de Constitución elaborado por Ponciano Arriaga, León Guzmán, Mariano Yáñez, José María de Castillo, José María de Castillo Velasco, José María Mota y Pedro Escudero y Echánove. Tras su discusión, la Constitución de 1857 quedó integrada por 8 títulos y 120 artículos que garantizaba los derechos del hombre; la soberanía nacional; dividía los poderes de la nación en Ejecutivo, Legislativo y Judicial, donde se depositaba el Poder Legislativo en el Congreso de la Unión que sería constituido por una sola cámara, la de diputados; Una vez que el Congreso Constituyente había cumplido con su tarea de elaborar una nueva constitución, se hizo la convocatoria para realizar elecciones tanto de los poderes generales como de los estados; tocó entonces a las legislaturas estatales el arreglo de las constituciones particulares de cada estado, de acuerdo con la constitución general. Se reunió así la I Legislatura del Congreso de la Unión de México que trabajaría ya bajo los principios de la nueva carta magna el 8 de octubre de 1857.
Durante la guerra de Reforma el congreso se trasladó al edificio del poder legislativo del estado de Veracruz, entonces ubicado en el puerto de Veracruz. En tanto que el gobierno conservador legislaba a través de una junta de representantes de aquellos estados que le eran leales y basándose en las Siete Leyes.
En el marco de la invasión francesa y el Segundo Imperio Mexicano, el Congreso se trasladó primero al edificio de la legislatura estatal de San Luis Potosí y posteriormente a un domicilio particular de Saltillo donde también despachaba el presidente Benito Juárez. Cabe resaltar que el cuerpo legislativo que acompañaba al bando republicano era la Diputación permanente, órgano constitucional que integraban un diputado representante por cada estado, mismo que en tiempos de paz sesionaba en los periodos de receso.
Sin embargo, en la Ciudad de México, una vez concretado el triunfo de los invasores franceses y el bando conservador que lo apoyó el 10 de junio de 1863; Las primeras disposiciones del general Forey se encaminaron a tratar de dar a la invasión que se estaba llevando a cabo un tinte de legalidad. Propuso la formación de una Junta Superior de Gobierno que a su vez elegiría a tres personas que ejercerían el poder ejecutivo. Esta Junta, apoyada por doscientos quince individuos formarían la Asamblea de Notables que de inmediato signó un documento encaminado a dar forma al gobierno monárquico. En él se disponía que la nación adoptaba una monarquía moderada y hereditaria con un príncipe extranjero, el cual tendría el título de Emperador de México. Este título según se estipulaba, sería ofrecido al archiduque de Austria Fernando Maximiliano. Posteriormente se declaró que un Poder Ejecutivo provisional llevaría el nombre de Regencia. Ya juramentado en el trono Maximiliano, la Asamblea de Notables ejerció el poder legislativo de manera provisional, promulgando el Estatuto Provisional del Imperio Mexicano, ordenamiento legal que delineaba la organización política del Imperio, incluida la convocatoria de un eventual Congreso; presentó las innovadoras variantes de considerar a la Emperatriz Carlota Amalia como la depositaria del poder ejecutivo en ausencia del emperador, aunque en calidad de regente, situación que se repitió en las varias ocasiones en que el monarca abandonó la capital; y la de considerar a su figura como la representación de la soberanía nacional. El reglamento también establecía los lineamientos para la organización territorial, la conformación y jurisdicción de los tribunales, los derechos ciudadanos, las garantías individuales, la administración de la obra pública, las obligaciones de los funcionarios públicos y el diseño de la bandera nacional.
Restablecida la República, finalmente, en 1874, el presidente Sebastián Lerdo de Tejada propuso la restauración del Senado de la República, que volvió a quedar constituido el 13 de noviembre de 1874, y el Congreso quedó integrado desde entonces en forma bicameral. El Senado restablecido y constitucionalmente electo se instaló el 16 de septiembre de 1875, para la VIII Legislatura.

### Poder legislativo y presidencialismo

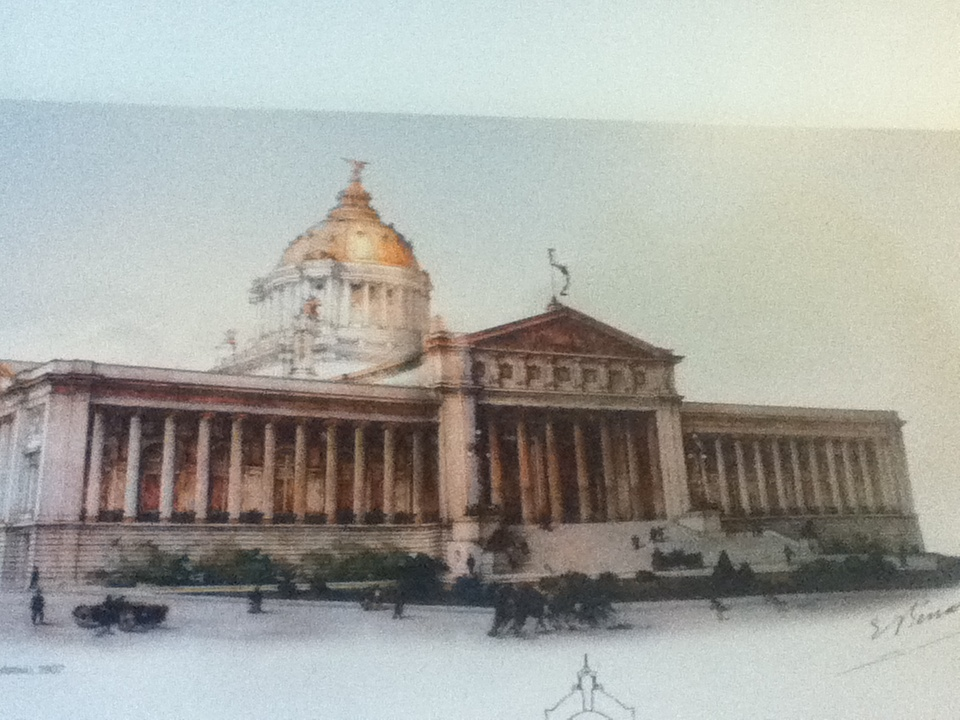
Proyecto del Palacio Legislativo, planeado en el Porfiriato, que debía albergar a las dos cámaras del Congreso.

Tras la relativa pacificación emprendida por el gobierno de Porfirio Díaz, el presidencialismo mexicano se consolidó y adquirió su rol como eje central de la vida política del país, máxima autoridad y símbolo de la república. Tal efecto tuvo que concluyó con la constante confrontación con el poder legislativo; en un principio a través de una actitud conciliadora en aras de unificar esfuerzos por la mencionada pacificación, a lo cual se sumó la desaparición del Partido Conservador y el dominio del Partido Liberal, por lo que fue más sencillo cohesionar a las distintas facciones de las cámaras. Con ello el presidente Díaz poco a poco fue haciéndose del control de las cámaras, mediante distintas formas como impulsar la llegada de sus antiguos compañeros o aliados de las distintas regiones donde había combatido; promoviendo la reforma constitucional que permitió la reelección de los legisladores; coaccionando grupos contrarios al interior; controlando los grupos políticos aspirantes a los cargos; permitiendo que sectores favorecidos por su proyecto económico accedieran a las cámaras en intercambio constante de favores, entre otras. En 1886, de los 227 diputados, 62 eran de Oaxaca, todos de manera directa o indirecta, nombrados o aprobados por el propio presidente. En el Porfiriato, el jefe del ejecutivo se convirtió en los hechos, en el principal legislador del país, pues la gran mayoría de las iniciativas de ley eran suyas, y todas eran aprobadas por la mayoría.
Durante este período el congreso cambio de recinto, primero en 1872 al Teatro Iturbide; después, cuando este se incendiara en 1909, de manera provisional al Palacio de Minería; finalmente en 1911, sobre el antiguo teatro se levantó el Palacio Legislativo de Donceles, que era la primera sede propia que tenía el poder legislativo. No obstante, en principio ese recinto también era transitorio, pues la sede definitiva del Congreso de la Unión debía ser el Palacio Legislativo (hoy Monumento a la Revolución) proyectado por Emile Bernard en 1897, y que comenzó plenamente su edificación hasta 1910. Una de las mayores obras arquitectónicas del Porfiriato, que sin embargo nunca se concluyó.
Al concluir la Revolución Mexicana y luego de que el Congreso Constituyente promulgara la Constitución de 1917, no solo se estableció la normalidad del trabajo legislativo, sino también la pluralidad de este, al quedar conformadas las primeras legislaturas posrevolucionarias con grupos políticos de todas las corrientes participantes en la lucha armada. Sin embargo dicha pluralidad concluyó el 4 de marzo de 1929, cuando todos los grupos políticos representados fueron cohesionados o absorbidos con la fundación del Partido Nacional Revolucionario, que automáticamente se volvió la única fuerza política de ambas cámaras. Aunque a veces al principio, se presentaron esporádicos triunfos de candidatos opositores, principalmente de partidos locales, estos o los propios legisladores eran integrados al partido dominante. La hegemonía del PRI en todos los cargos públicos de elección popular, se manifestó de forma más clara en el ejercicio del trabajo legislativo; pues a pesar de no modificarse las leyes o la propia constitución para delegar o disminuir sus funciones, en la práctica, su actuar quedó sujeto e incluso subordinado a las determinaciones del presidente de la República, que actuaba como único legislador, pues todas sus propuestas eran aprobadas prácticamente con unanimidad. El Partido Acción Nacional fue el primer partido, ajeno a los grupos afines al PRI, que obtuvo diputaciones federales, cinco para la XL Legislatura en 1946. El dominio del PRI se manifestó en los siguientes hechos: Se mantuvo con la mayoría cualificada (necesaria para modificar la constitución) en la Cámara de Diputados hasta 1988; perdió la mayoría absoluta (necesaria para cualquier ley o decreto) en 1997; en el año 2000 dejó de tener tanto la mayoría cualificada, como la absoluta, en la Cámara de Senadores.
En este período se presentó la reforma política de 1977, que creó la figura de diputados plurinominales, aumentando de 300 a 400 sus miembros (100 plurinominales); paso a 500 (200 plurinominales) en 1988. Mientras que el Senado en 1994, con la creación de 32 senadurías de primera minoría (el candidato que encabezara la fórmula que ocupó el segundo lugar de la votación) y los de 32 por representación proporcional aumentó de 64 a 128. En lo que se refiere a los periodos de duración, los diputados pasaron de 2 a tres años, y los senadores de 4 a 6, ambos en 1934. En 1981 la Cámara de Diputados se trasladó a su actual sede, el Palacio Legislativo de San Lázaro. El Senado se mudó a la antigua Casona de Xicotencatl en el centro histórico de Ciudad de México en 1931.
El artículo 35 de la Constitución de 1824 otorgaba al Congreso la facultad de calificar las elecciones de sus respectivos miembros, esta tradición de autocalificación se encontró nuevamente en el artículo 60 de la Constitución de 1917. En 1993 se reformó el artículo 60 constitucional para facultar la calificación de elecciones legislativas al Tribunal Federal Electoral (actualmente el Tribunal Electoral del Poder Judicial de la Federación). La reforma por lo tanto desapareció el Colegio Electoral del Senado aunque se conservó en la Cámara de Diputados ya que el artículo 74 constitucional le otorgaba facultades exclusivas para calificar la elección presidencial (esta facultad fue suprimida en 1996 y pasada al TEPJF). Actualmente la Cámara de Diputados emite un bando solemne para dar a conocer la declaración del presidente electo hecho por el TEPJF.

## Facultades
Las facultades generales del Congreso se describen en el artículo 73 de la Constitución.

- I. Para admitir nuevos Estados a la Unión Federal;
- II. Derogada.
- III. Para formar nuevos Estados dentro de los límites de los existentes, siendo necesario al efecto: 
  - 1o. Que la fracción o fracciones que pidan erigirse en Estados, cuenten con una población de ciento veinte mil habitantes, por lo menos.
  - 2o. Que se compruebe ante el Congreso que tiene los elementos bastantes para proveer a su existencia política.
  - 3o. Que sean oídas las Legislaturas de las entidades federativas de cuyo territorio se trate, sobre la conveniencia o inconveniencia de la erección del nuevo Estado, quedando obligadas a dar su informe dentro de seis meses, contados desde el día en que se les remita la comunicación respectiva.
  - 4o. Que igualmente se oiga al Ejecutivo de la Federación, el cual enviará su informe dentro de siete días contados desde la fecha en que le sea pedido.
  - 5o. Que sea votada la erección del nuevo Estado por dos terceras partes de los diputados y senadores presentes en sus respectivas Cámaras.
  - 6o. Que la resolución del Congreso sea ratificada por la mayoría de las Legislaturas de las entidades federativas, previo examen de la copia del expediente, siempre que hayan dado su consentimiento las Legislaturas de las entidades federativas de cuyo territorio se trate.
  - 7o. Si las Legislaturas de las entidades federativas de cuyo territorio se trate, no hubieren dado su consentimiento, la ratificación de que habla la fracción anterior, deberá ser hecha por las dos terceras partes del total de Legislaturas de las demás entidades federativas.

- IV. Derogada.
- V. Para cambiar la residencia de los Supremos Poderes de la Federación.
- VI. Derogada;
- VII. Para imponer las contribuciones necesarias a cubrir el Presupuesto.
- VIII. En materia de deuda pública, para:
  - 1o. Dar bases sobre las cuales el Ejecutivo pueda celebrar empréstitos y otorgar garantías sobre el crédito de la Nación, para aprobar esos mismos empréstitos y para reconocer y mandar pagar la deuda nacional. Ningún empréstito podrá celebrarse sino para la ejecución de obras que directamente produzcan un incremento en los ingresos públicos o, en términos de la ley de la materia, los que se realicen con propósitos de regulación monetaria, las operaciones de refinanciamiento o reestructura de deuda que deberán realizarse bajo las mejores condiciones de mercado; así como los que se contraten durante alguna emergencia declarada por el Presidente de la República en los términos del artículo 29.
  - 2o. Aprobar anualmente los montos de endeudamiento que deberán incluirse en la ley de ingresos, que en su caso requiera el Gobierno del Distrito Federal y las entidades de su sector público, conforme a las bases de la ley correspondiente. El Ejecutivo Federal informará anualmente al Congreso de la Unión sobre el ejercicio de dicha deuda a cuyo efecto el Jefe de Gobierno le hará llegar el informe que sobre el ejercicio de los  recursos correspondientes hubiere realizado. El Jefe de Gobierno informará igualmente a la Asamblea Legislativa del Distrito Federal, al rendir la cuenta pública.
  - 3o. Establecer en las leyes las bases generales, para que los Estados, el Distrito Federal y los Municipios puedan incurrir en endeudamiento; los límites y modalidades bajo los cuales dichos órdenes de gobierno podrán afectar sus respectivas participaciones para cubrir los empréstitos y obligaciones de pago que contraigan; la obligación de dichos órdenes de gobierno de inscribir y publicar la totalidad de sus empréstitos y obligaciones de pago en un registro público único, de manera oportuna y transparente; un sistema de alertas sobre el manejo de la deuda; así como las sanciones aplicables a los servidores públicos que no cumplan sus disposiciones. Dichas leyes deberán discutirse primero en la Cámara de Diputados conforme a lo dispuesto por la fracción H del artículo 72 de esta Constitución.
  - 4o. El Congreso de la Unión, a través de la comisión legislativa bicameral competente, analizará la estrategia de ajuste para fortalecer las finanzas públicas de los Estados, planteada en los convenios que pretendan celebrar con el Gobierno Federal para obtener garantías y, en su caso, emitirá las observaciones que estime pertinentes en un plazo máximo de quince días hábiles, inclusive durante los períodos de receso del Congreso de la Unión. Lo anterior aplicará en el caso de los Estados que tengan niveles elevados de deuda en los términos de la ley. Asimismo, de manera inmediata a la suscripción del convenio correspondiente, será informado de la estrategia de ajuste para los Municipios que se encuentren en el mismo supuesto, así como de los convenios que, en su caso, celebren los Estados que no tengan un nivel elevado de deuda;

- IX. Para impedir que en el comercio entre entidades federativas se establezcan restricciones.
- X. Para legislar en toda la República sobre hidrocarburos, minería, sustancias químicas, explosivos, pirotecnia, industria cinematográfica, comercio, juegos con apuestas y sorteos, intermediación y servicios financieros, energía eléctrica y nuclear y para expedir las leyes del trabajo reglamentarias del artículo 123;
- XI. Para crear y suprimir empleos públicos de la Federación y señalar, aumentar o disminuir sus dotaciones.
- XII. Para declarar la guerra, en vista de los datos que le presente el Ejecutivo.
- XIII. Para dictar leyes según las cuales deben declararse buenas o malas las presas de mar y tierra, y para expedir leyes relativas al derecho marítimo de paz y guerra.
- XIV. Para levantar y sostener a las instituciones armadas de la Unión, a saber: Ejército, Marina de Guerra y Fuerza Aérea Nacionales, y para reglamentar su organización y servicio.
- XV. Derogada
- XVI. Para dictar leyes sobre nacionalidad, condición jurídica de los extranjeros, ciudadanía, naturalización, colonización, emigración e inmigración y salubridad general de la República.
  - 1a. El Consejo de Salubridad General dependerá directamente del Presidente de la República, sin intervención de ninguna Secretaría de Estado, y sus disposiciones generales serán obligatorias en el país.
  - 2a. En caso de epidemias de carácter grave o peligro de invasión de enfermedades exóticas en el país, la Secretaría de Salud tendrá obligación de dictar inmediatamente las medidas preventivas indispensables, a reserva de ser después sancionadas por el Presidente de la República.
  - 3a. La autoridad sanitaria será ejecutiva y sus disposiciones serán obedecidas por las autoridades administrativas del País.
  - 4a. Las medidas que el Consejo haya puesto en vigor en la Campaña contra el alcoholismo y la venta de sustancias que envenenan al individuo o degeneran la especie humana, así como las adoptadas para prevenir y combatir la contaminación ambiental, serán después revisadas por el Congreso de la Unión en los casos que le competan.

- XVII. Para dictar leyes sobre vías generales de comunicación, tecnologías de la información y la comunicación, radiodifusión, telecomunicaciones, incluida la banda ancha e Internet, postas y correos, y sobre el uso y aprovechamiento de las aguas de jurisdicción federal.
- XVIII. Para establecer casas de moneda, fijar las condiciones que ésta deba tener, dictar reglas para determinar el valor relativo de la moneda extranjera y adoptar un sistema general de pesas y medidas;
- XIX. Para fijar las reglas a que debe sujetarse la ocupación y enajenación de terrenos baldíos y el precio de estos.
- XX. Para expedir las leyes de organización del Cuerpo Diplomático y del Cuerpo Consular mexicano.
- XXI. Para expedir:
  - a) Las leyes generales que establezcan como mínimo, los tipos penales y sus sanciones en las materias de secuestro, desaparición forzada de personas, otras formas de privación de la libertad contrarias a la ley, trata de personas, tortura y otros tratos o penas crueles, inhumanos o degradantes, así como electoral. Las leyes generales contemplarán también la distribución de competencias y las formas de coordinación entre la Federación, las entidades federativas y los Municipios;
  - b) La legislación que establezca los delitos y las faltas contra la Federación y las penas y sanciones que por ellos deban imponerse; así como legislar en materia de delincuencia organizada;
  - c) La legislación única en materia procedimental penal, de mecanismos alternativos de solución de controversias, de ejecución de penas y de justicia penal para adolescentes, que regirá en la República en el orden federal y en el fuero común. Las autoridades federales podrán conocer de los delitos del fuero común, cuando éstos tengan conexidad con delitos federales o delitos contra periodistas, personas o instalaciones que afecten, limiten o menoscaben el derecho a la información o las libertades de expresión o imprenta. También podrán conocer de las medidas u órdenes de protección que deriven de violencias de género en contra de las mujeres o de delitos del fuero común relacionados con las violencias de género contra las mujeres, en términos de las leyes correspondientes;

- XXII. Para conceder amnistías por delitos cuyo conocimiento pertenezca a los tribunales de la Federación.
- XXIII. Para expedir leyes que, con respeto a los derechos humanos, establezcan las bases de coordinación entre la Federación, las entidades federativas y los Municipios; organicen la Guardia Nacional y las demás instituciones de seguridad pública en materia federal, de conformidad con lo establecido en el artículo 21 de esta Constitución; así como la Ley Nacional sobre el Uso de la Fuerza, y la Ley Nacional del Registro de Detenciones;
- XXIII Bis. Para expedir la ley general en materia de seguridad privada, que establezca:
  - a) Las reglas y la autoridad facultada para autorizar y regular a los prestadores de servicios de seguridad privada en todo el territorio nacional;
  - b) Las reglas de coordinación entre las personas autorizadas a prestar los servicios de seguridad privada y las autoridades correspondientes de la Federación, las entidades federativas y los municipios, para la adecuada organización y funcionamiento como auxiliares de la seguridad pública;
  - c) La coordinación de esos prestadores con las instituciones de seguridad pública en situaciones de emergencia y desastre, y
  - d) Los aspectos vinculados a la coordinación y supervisión de las policías complementarias en el país;

- XXIV. Para expedir las leyes que regulen la organización y facultades de la Auditoría Superior de la Federación y las demás que normen la gestión, control y evaluación de los Poderes de la Unión y de los entes públicos federales; así como para expedir la ley general que establezca las bases de coordinación del Sistema Nacional Anticorrupción a que se refiere el artículo 113 de esta Constitución;
- XXV. De establecer el Sistema para la Carrera de las Maestras y los Maestros, en términos del artículo 3o. de esta Constitución; establecer, organizar y sostener en toda la República escuelas rurales, elementales, media superiores, superiores, secundarias y profesionales; de investigación científica, de bellas artes y de enseñanza técnica, escuelas prácticas de agricultura y de minería, de artes y oficios, museos, bibliotecas, observatorios y demás institutos concernientes a la cultura general de los habitantes de la nación y legislar en todo lo que se refiere a dichas instituciones; para legislar sobre vestigios o restos fósiles y sobre monumentos arqueológicos, artísticos e históricos, cuya conservación sea de interés nacional; así como para dictar las leyes encaminadas a distribuir convenientemente entre la Federación, las entidades federativas y los Municipios el ejercicio de la función educativa y las aportaciones económicas correspondientes a ese servicio público, buscando unificar y coordinar la educación en toda la República, y para asegurar el cumplimiento de los fines de la educación y su mejora continua en un marco de inclusión y diversidad. Los Títulos que se expidan por los establecimientos de que se trata surtirán sus efectos en toda la República. Para legislar en materia de derechos de autor y otras figuras de la propiedad intelectual relacionadas con la misma;
- XXVI. Para conceder licencia al Presidente de la República y para constituirse en Colegio Electoral y designar al ciudadano que deba substituir al Presidente de la República, ya sea con el carácter de interino o substituto, en los términos de los artículos 84 y 85 de esta Constitución;
- XXVII. Para aceptar la renuncia del cargo de Presidente de la República.
- XXVIII. Para expedir leyes en materia de contabilidad gubernamental que regirán la contabilidad pública y la presentación homogénea de información financiera, de ingresos y egresos, así como patrimonial, para la Federación, las entidades federativas, los Municipios y las demarcaciones territoriales de la Ciudad de México, a fin de garantizar su armonización a nivel nacional;
- XXIX. Para establecer contribuciones:
  - 1o. Sobre el comercio exterior;
  - 2o. Sobre el aprovechamiento y explotación de los recursos naturales comprendidos en los párrafos 4º y 5º del artículo 27;
  - 3o. Sobre instituciones de crédito y sociedades de seguros;
  - 4o. Sobre servicios públicos concesionados o explotados directamente por la Federación; y
  - 5o. Especiales sobre:
    - a) Energía eléctrica;
    - b) Producción y consumo de tabacos labrados;
    - c) Gasolina y otros productos derivados del petróleo;
    - d) Cerillos y fósforos;
    - e) Aguamiel y productos de su fermentación; y
    - f) Explotación forestal.
    - g) Producción y consumo de cerveza.

Las entidades federativas participarán en el rendimiento de estas contribuciones especiales, en la proporción que la ley secundaria federal determine. Las legislaturas locales fijarán el porcentaje correspondiente a los Municipios, en sus ingresos por concepto del impuesto sobre energía eléctrica.
- XXIX-B. Para legislar sobre las características y uso de la Bandera, Escudo e Himno Nacionales.
- XXIX-C. Para expedir las leyes que establezcan la concurrencia del Gobierno Federal, de las entidades federativas, de los Municipios y, en su caso, de las demarcaciones territoriales de la Ciudad de México, en el ámbito de sus respectivas competencias, en materia de asentamientos humanos, con objeto de cumplir los fines previstos en el párrafo tercero del artículo 27 de esta Constitución;
- XXIX-D. Para expedir leyes sobre planeación nacional del desarrollo económico y social, así como en materia de información estadística y geográfica de interés nacional;
- XXIX-E. Para expedir leyes para la programación, promoción, concertación y ejecución de acciones de orden económico, especialmente las referentes al abasto y otras que tengan como fin la producción suficiente y oportuna de bienes y servicios, social y nacionalmente necesarios.
- XXIX-F. Para expedir leyes tendientes a la promoción de la inversión mexicana, la regulación de la inversión extranjera, la transferencia de tecnología y la generación, difusión y aplicación de los conocimientos científicos y tecnológicos que requiere el desarrollo nacional. Asimismo, para legislar en materia de ciencia, tecnología e innovación, estableciendo bases generales de coordinación entre la Federación, las entidades federativas, los Municipios y las demarcaciones territoriales de la Ciudad de México, en el ámbito de sus respectivas competencias, así como la participación de los sectores social y privado, con el objeto de consolidar el Sistema Nacional de Ciencia, Tecnología e Innovación;
- XXIX-G. Para expedir leyes que establezcan la concurrencia del Gobierno Federal, de los gobiernos de las entidades federativas, de los Municipios y, en su caso, de las demarcaciones territoriales de la Ciudad de México, en el ámbito de sus respectivas competencias, en materia de protección al ambiente, preservación y restauración del equilibrio ecológico; y de protección y bienestar de los animales;
- XXIX-H. Para expedir la ley que instituya el Tribunal Federal de Justicia Administrativa, dotado de plena autonomía para dictar sus fallos, y que establezca su organización, su funcionamiento y los recursos para impugnar sus resoluciones. 
  - El Tribunal tendrá a su cargo dirimir las controversias que se susciten entre la administración pública federal y los particulares.
  - Asimismo, será el órgano competente para imponer las sanciones a los servidores públicos por las responsabilidades administrativas que la ley determine como graves y a los particulares que participen en actos vinculados con dichas responsabilidades, así como fincar a los responsables el pago de las indemnizaciones y sanciones pecuniarias que deriven de los daños y perjuicios que afecten a la Hacienda Pública Federal o al patrimonio de los entes públicos federales.
  - El Tribunal funcionará en Pleno o en Salas Regionales.
  - La Sala Superior del Tribunal se compondrá de dieciséis Magistrados y actuará en Pleno o en Secciones, de las cuales a una corresponderá la resolución de los procedimientos a que se refiere el párrafo tercero de la presente fracción.
  - Los Magistrados de la Sala Superior serán designados por el Presidente de la República y ratificados por el voto de las dos terceras partes de los miembros presentes del Senado de la República o, en sus recesos, por la Comisión Permanente. Durarán en su encargo quince años improrrogables.
  - Los Magistrados de Sala Regional serán designados por el Presidente de la República y ratificados por mayoría de los miembros presentes del Senado de la República o, en sus recesos, por la Comisión Permanente. Durarán en su encargo diez años pudiendo ser considerados para nuevos nombramientos.
  - Los Magistrados sólo podrán ser removidos de sus cargos por las causas graves que señale la ley.

- XXIX-I. Para expedir leyes que establezcan las bases sobre las cuales la Federación, las entidades federativas, los Municipios y, en su caso, las demarcaciones territoriales de la Ciudad de México, en el ámbito de sus respectivas competencias, coordinarán sus acciones en materia de protección civil;
- XXIX-J. Para legislar en materia de cultura física y deporte con objeto de cumplir lo previsto en el artículo 4o. de esta Constitución, estableciendo la concurrencia entre la Federación, las entidades federativas, los Municipios y, en su caso, las demarcaciones territoriales de la Ciudad de México, en el ámbito de sus respectivas competencias; así como la participación de los sectores social y privado;
- XXIX-K. Para expedir leyes en materia de turismo, estableciendo las bases generales de coordinación de las facultades concurrentes entre la Federación, las entidades federativas, los Municipios y, en su caso, las demarcaciones territoriales de la Ciudad de México, en el ámbito de sus respectivas competencias, así como la participación de los sectores social y privado;
- XXIX-L. Para expedir leyes que establezcan la concurrencia del gobierno federal, de los gobiernos de las entidades federativas y de los municipios, en el ámbito de sus respectivas competencias, en materia de pesca y acuacultura, así como la participación de los sectores social y privado, y
- XXIX-M. Para expedir leyes en materia de seguridad nacional, estableciendo los requisitos y límites a las investigaciones correspondientes.
- XXIX-N. Para expedir leyes en materia de constitución, organización, funcionamiento y extinción de las sociedades cooperativas. Estas leyes establecerán las bases para la concurrencia en materia de fomento y desarrollo sustentable de la actividad cooperativa de la Federación, entidades federativas, Municipios y, en su caso, demarcaciones territoriales de la Ciudad de México, en el ámbito de sus respectivas competencias;
- XXIX-Ñ. Para expedir leyes que establezcan las bases sobre las cuales la Federación, las entidades federativas, los Municipios y, en su caso, las demarcaciones territoriales de la Ciudad de México, en el ámbito de sus respectivas competencias, coordinarán sus acciones en materia de cultura, salvo lo dispuesto en la fracción XXV de este artículo. Asimismo, establecerán los mecanismos de participación de los sectores social y privado, con objeto de cumplir los fines previstos en el párrafo décimo segundo del artículo 4o. de esta Constitución.
- XXIX-O. Para legislar en materia de protección de datos personales en posesión de particulares.
- XXIX-P. Expedir leyes que establezcan la concurrencia de la Federación, las entidades federativas, los Municipios y, en su caso, las demarcaciones territoriales de la Ciudad de México, en el ámbito de sus respectivas competencias, en materia de derechos de niñas, niños y adolescentes, velando en todo momento por el interés superior de los mismos, así como en materia de formación y desarrollo integral de la juventud, cumpliendo con los tratados internacionales de la materia de los que México sea parte;
- XXIX-R.- Para expedir la ley general que armonice y homologue la organización y el funcionamiento de los registros públicos inmobiliarios y de personas morales de las entidades federativas y los catastros municipales;
- XXIX-S. Para expedir las leyes generales reglamentarias que desarrollen los principios y bases en materia de transparencia gubernamental, acceso a la información y protección de datos personales en posesión de las autoridades, entidades, órganos y organismos gubernamentales de todos los niveles de gobierno.
- XXIX-T. Para expedir la ley general que establezca la organización y administración homogénea de los archivos de la Federación, de las entidades federativas, de los Municipios y de las demarcaciones territoriales de la Ciudad de México, y determine las bases de organización y funcionamiento del Sistema Nacional de Archivos.
- XXIX-U. Para expedir las leyes generales que distribuyan competencias entre la Federación y las entidades federativas en materias de partidos políticos; organismos electorales, y procesos electorales, conforme a las bases previstas en esta Constitución.
- XXIX-V. Para expedir la ley general que distribuya competencias entre los órdenes de gobierno para establecer las responsabilidades administrativas de los servidores públicos, sus obligaciones, las sanciones aplicables por los actos u omisiones en que éstos incurran y las que correspondan a los particulares vinculados con faltas administrativas graves que al efecto prevea, así como los procedimientos para su aplicación.
- XXIX-W. Para expedir leyes en materia de responsabilidad hacendaria que tengan por objeto el manejo sostenible de las finanzas públicas en la Federación, los Estados, Municipios y la Ciudad de México, con base en el principio establecido en el párrafo segundo del artículo 25;
- XXIX-X. Para expedir la ley general que establezca la concurrencia de la federación, las entidades federativas, los municipios y, en su caso, las demarcaciones territoriales de la Ciudad de México, en el ámbito de sus respectivas competencias, en materia de derechos de las víctimas.
- XXIX-Y. Para expedir la ley nacional que establezca los principios y obligaciones a los que deberán sujetarse los órdenes de gobierno, en materia de simplificación administrativa y digitalización de trámites y servicios, buenas prácticas regulatorias, desarrollo y fortalecimiento de capacidades tecnológicas públicas;
- XXIX-Z. Para expedir la ley general que establezca los principios y bases a los que deberán sujetarse los órdenes de gobierno, en el ámbito de su respectiva competencia, en materia de justicia cívica e itinerante;
- XXX. Para expedir la legislación única en materia procesal civil y familiar, así como sobre extinción de dominio en los términos del artículo 22 de esta Constitución;
- XXXI. Para expedir leyes que regulen y establezcan requisitos y límites para la participación del Ejército, Armada y Fuerza Aérea en materia de seguridad interior y en tareas de apoyo a la seguridad pública, y
- XXXII.- Para expedir todas las leyes que sean necesarias, a objeto de hacer efectivas las facultades anteriores, y todas las otras concedidas por esta Constitución a los Poderes de la Unión.

## Funciones legislativas
El desempeño interno de las funciones y responsabilidades a cumplir por parte del poder legislativo está regulado, además de la constitución, por la Ley Orgánica del Congreso General de los Estados Unidos Mexicanos y los reglamentos internos de cada cámara. Estos ordenamientos legales definen la manera de proceder, principalmente, en el análisis, debate y eventuales aprobaciones surgidas de las sesiones generales y de cada una de las cámaras.

### Sesiones
En ambos períodos de sesiones el Congreso se ocupará del estudio, discusión y votación de las iniciativas de ley que se le presenten, y de la resolución de los demás asuntos que le correspondan conforme a la Constitución, pero de manera preferente de los asuntos que señale su Ley Orgánica. Las Cámaras no pueden abrir sus sesiones ni ejercer su cargo sin la concurrencia, en cada una de ellas, de más de la mitad del número total de sus miembros, situación que se denomina Cuórum; pero los presentes de una y otra deberán reunirse el día señalado por la ley y compeler a los ausentes a que concurran dentro de los treinta días siguientes, con la advertencia de que si no lo hiciesen se entenderá por ese solo hecho, que no aceptan su encargo, llamándose luego a los suplentes, los que deberán presentarse en un plazo igual, y si tampoco lo hiciesen, se declarará vacante el puesto. Estos deberán ser suplidos en elecciones extraordinarias convocadas en los términos de las leyes electorales respectivas. Los diputados y senadores que no concurran a una sesión, sin causa justificada o sin permiso de la Cámara respectiva, no tendrán derecho a la dieta correspondiente al día en que falten.
El Congreso o una sola de las Cámaras, cuando se trate de asunto exclusivo de ella, se reunirán en sesiones extraordinarias cada vez que los convoque para ese objeto la Comisión Permanente; pero en ambos casos solo se ocuparán del asunto o asuntos que la propia Comisión sometiese a su conocimiento, los cuales se expresarán en la convocatoria respectiva. Las dos Cámaras residirán en un mismo lugar y no podrán trasladarse a otro sin que antes convengan en la traslación y en el tiempo y modo de verificarla, designando un mismo punto para la reunión de ambas. Pero si conviniendo las dos en la traslación, difieren en cuanto al tiempo, modo y lugar, el Ejecutivo terminará la diferencia, eligiendo uno de los dos extremos en cuestión. Ninguna Cámara podrá suspender sus sesiones por más de tres días, sin consentimiento de la otra.

### Iniciativa y formación de leyes
El derecho de presentar iniciativas para formular cualquier ordenamiento legal en México, es facultad del Presidente, Senadores, Diputados, los Congresos estatales y el Congreso de Ciudad de México, y los ciudadanos a través de iniciativas que cuenten con el respaldo del 0.13 % de los mexicanos inscritos en la lista nominal de electores. Sin embargo solo el poder legislativo puede emitirlas luego del siguiente proceso:
- 1.- En una primera fase los proyectos de ley se presentan ante cualquiera de las cámaras; aunque la carta magna determina que aspectos específicos deben ser analizados primero por una cámara en especial. Para discutir las propuestas es necesario que exista cuórum, es decir deben estar presentes la mitad más uno de los miembros de las cámaras.

- 2.- Después de presentar la propuesta, el presidente de la cámara donde se haya expuesto la proposición, la enviará para su análisis a la Comisión que este vinculada o especializada en el tema general del proyecto. La publicación del análisis en la comisión canalizada dentro del órgano de difusión interno, la llamada Gaceta Parlamentaria, le da la denominación de Cámara de origen a la misma, por lo que la otra sería la Cámara revisora. La comisión o comisiones que estudien la propuesta podrán pedir la comparecencia de cualquier autoridad vinculada a la misma, para que explique los motivos de ella; de la misma manera podrá solicitar todo tipo de documento para acreditar la viabilidad, y por ende, el contenido del proyecto. El documento surgido de la o las comisiones se denominara Dictamen, que además del contenido del proyecto, incluirá las observaciones y justificaciones del mismo. Para la aprobación de un dictamen en comisiones, basta con el voto afirmativo de la mayoría.

- 3.-El dictamen final pasa para su votación a sesión plenaria de la cámara de origen, de ser aprobado por la mayoría absoluta, es decir, la mitad más uno, (debe ser mayoría cualificada si es una reforma constitucional); posteriormente se envía directamente para análisis y votación al pleno de la cámara revisora. Si esta no lo aprueba, la regresa con observaciones a la de origen; si luego del nuevo análisis se alcanza el acuerdo de aprobar con las modificaciones por ambas cámaras, se dirige a la siguiente etapa; en el caso contrario, es decir un nuevo rechazo de la revisora, el proyecto es desechado por el resto de ese período de sesiones. De presentarse el mismo caso en el siguiente periodo, la propuesta se aprueba solo con los puntos de acuerdo, el resto continua en análisis hasta lograr una resolución.

- 4.- Una vez aprobado el proyecto de ley o decreto por ambas cámaras se comunicará al Jefe del Ejecutivo. En este momento el presidente debe determinar si, tal como lo establece la Constitución, promulga el documento o lo devuelve con observaciones. El derecho de veto, que deberá ser ejercido a más tardar 10 días hábiles después de recibida la propuesta, no representa desechar el eventual decreto, sino la reformulación del mismo y la construcción de un consenso en las cámaras, pues la revisión necesitará ahora de una mayoría cualificada, es decir dos terceras partes de los miembros, para su aprobación. La promulgación consiste en una declaración formal mediante la cual se oficializa la incorporación de la ley de manera definitiva al ordenamiento jurídico.

La publicación de las leyes se realiza en el Diario Oficial de la Federación, órgano de difusión del Estado, en donde se dan a conocer a todos los ciudadanos los decretos emitidos por el Congreso o las disposiciones de los otros dos poderes con carácter de norma general. 
Todo este mismo procedimiento se sigue para la reforma y derogación de las leyes o decretos. No obstante, el proceso es ligeramente distinto en el caso de las reformas constitucionales. Ya que la aprobación en las cámaras debe ser resultado del voto afirmativo de las dos terceras partes del total de integrantes, es decir la llamada mayoría cualificada, en el caso de los diputados 333 de un total de 500, y 82 de un absoluto de 128 para los senadores. Además dichas reformas deberán ser aprobadas por la mayoría absoluta de las legislaturas en las entidades federativas, es decir 17 de 32.

## Composición

### Senado
La Camára de Senadores o Senado de la República es la cámara alta del Congreso y órgano colegiado donde se representan a las partes integrantes de la Federación, es decir, los 31 estados y Ciudad de México. 
El Senado tiene 128 miembros. Se eligen tres senadores por cada estado y la Ciudad de México. Los Senadores de la República duran seis años en su encargo. Su elección se hace de la siguiente manera: dos (que integran una fórmula) en forma directa, elegidos por mayoría relativa, y uno más para aquel que encabeza la lista de candidatos del partido o coalición política que haya obtenido el segundo lugar en la elección estatal, por lo que es llamado de la primera minoría. Los 32 restantes se designan en función de un sistema de representación proporcional, de acuerdo con un sistema de una sola lista votada a nivel nacional.

### Cámara de Diputados
La Cámara de Diputados es la cámara baja del Congreso y órgano colegiado donde se representa a los ciudadanos. Tiene 500 miembros, que son electos cada tres años. De estos, 300 son electos directamente, con base en los distritos de mayoría relativa, asignados por población, pero ningún estado puede tener menos de dos diputados de mayoría. Los otros 200 se asignan en función de un sistema de representación proporcional, de acuerdo con un sistema de listas votadas en cinco circunscripciones plurinominales.

## Canal del Congreso
El Congreso de la Unión, para la difusión de sus actividades, y de acuerdo con la legislación en la materia, cuenta con su propio canal de televisión de conformidad con las normas técnicas aplicables. Este canal de televisión tiene por objeto, reseñar y difundir la actividad legislativa y parlamentaria que corresponda a las responsabilidades de las Cámaras del Congreso y de la Comisión Permanente; así como contribuir a informar, analizar y discutir pública y ampliamente la situación de los problemas de la realidad nacional vinculadas con la actividad legislativa.
Para la conducción de las actividades que desarrolla el Canal, se constituye la Comisión Bicamaral del Canal de Televisión del Congreso de la Unión. Está integrada por tres diputados y tres senadores electos por el Pleno de cada Cámara a propuesta de las respectivas juntas de coordinación política. En su caso, los legisladores de la Comisión representarán a sus grupos parlamentarios en ambas Cámaras.
La Comisión generalmente informa al inicio de cada período ordinario de sesiones en cada Cámara, a través de las respectivas mesas directivas, sobre el desarrollo de las actividades del Canal. Los coordinadores de los grupos parlamentarios de ambas Cámaras pueden solicitar al responsable del Canal copia de las video grabaciones transmitidas a través del mismo. 
La organización y funcionamiento del Canal se sujetarán a las disposiciones legales aplicables y a las reglamentarias específicas que al efecto dicte el Congreso de la Unión, así como a las políticas internas de orden general y programas de trabajo que apruebe la Comisión Bicamaral. 
El canal del Congreso inició formalmente sus transmisiones el 29 de agosto de 2000 con la transmisión de la toma de protesta de Vicente Fox como Presidente Constitucional de los Estados Unidos Mexicanos. La emisora es un medio de comunicación de servicio público. Es parte de la Red de Medios públicos mexicanos; por lo que está disponible en SKY (México), Dish México y las compañías de cable.

## Legislaturas
El Congreso de la Unión fue creado en septiembre de 1821 y entró en vigor durante el Primer Imperio. Posteriormente se fue adoptando a los distintos sistemas políticos, pasando desde el gobierno provisional del Supremo Poder Ejecutivo hasta una república federal (actualmente vigente) y centralistas.
Antiguamente, las distintas legislaturas se les denominó de múltiples formas según el sistema político y función por cumplir (siendo la más común «congresos constitucionales»); su número no era constante debido a la inestabilidad política del país.
Actualmente, una legislatura es el período de tres años en la que los individuos electos para formar parte de la Cámara de Diputados y el Senado de la República ejercen el Poder Legislativo de la Unión, en el cual deberán cumplir con las atribuciones que les otorga la Constitución.
Los senadores ejercen su período en dos legislaturas consecutivas, y los diputados en una sola. A partir de la reforma político electoral del 2014, los diputados pueden reelegirse hasta por tres periodos adicionales, durando un total de 12 años en el cargo. Los senadores por un período adicional para de igual forma durar 12 en su escaño. 
Las legislaturas llevan un número ordinal en sucesión desde que la primera fue elegida conforme a la Constitución de 1857, el 16 de septiembre de 1857, cuando se instaló la I Legislatura del Congreso de la Unión de México. Hasta 1934, las legislaturas tenían una duración de dos años únicamente, y fue hasta ese año cuando la XXXVI Legislatura se eligió por primera vez para un período de tres años.

### Lista
Antes de las legislaturas
| Congreso                   | Congreso                      | Periodo                    | Congreso  | Congreso                   | Periodo   | Congreso              | Congreso                  | Periodo | Congreso | Congreso             | Período |
| -------------------------- | ----------------------------- | -------------------------- | --------- | -------------------------- | --------- | --------------------- | ------------------------- | ------- | -------- | -------------------- | ------- |
|                            | Junta Provisional Gubernativa | 1821-1822                  |           | V Congreso Constitucional  | 1833-1834 |                       | IV Congreso Constituyente | 1842    |          | I Junta Preparatoria | 1848    |
| I. Congreso Constitucional | 1821-1822                     | VI Congreso Constitucional | 1835-1837 | Junta Nacional Legislativa | 1843      | II Junta Preparatoria | 1848-1849                 |         |          |                      |         |

A partir de las legislaturas
| Legislatura      | Legislatura   | Periodo                | Legislatura | Legislatura         | Periodo   | Legislatura       | Legislatura        | Periodo   | Legislatura | Legislatura   | Período   |
| ---------------- | ------------- | ---------------------- | ----------- | ------------------- | --------- | ----------------- | ------------------ | --------- | ----------- | ------------- | --------- |
|                  | I Legislatura | 1857-1861              |             | XVIII Legislatura   | 1896-1898 |                   | XXXIII Legislatura | 1928-1930 |             | L Legislatura | 1976-1979 |
| II Legislatura   | 1861-1863     | XIX Legislatura        | 1898-1900   | XXXIV Legislatura   | 1930-1932 | LI Legislatura    | 1979-1982          |           |             |               |           |
| III Legislatura  | 1863-1865     | XX Legislatura         | 1900-1902   | XXXV Legislatura    | 1932-1934 | LII Legislatura   | 1982-1985          |           |             |               |           |
| IV Legislatura   | 1867-1868     | XXI Legislatura        | 1902-1904   | XXXVI Legislatura   | 1934-1937 | LIII Legislatura  | 1985-1988          |           |             |               |           |
| V Legislatura    | 1869-1871     | XXII Legislatura       | 1904-1906   | XXXVII Legislatura  | 1937-1940 | LIV Legislatura   | 1988-1991          |           |             |               |           |
| VI Legislatura   | 1871-1873     | XXIII Legislatura      | 1906-1908   | XXXVIII Legislatura | 1940-1943 | LV Legislatura    | 1991-1994          |           |             |               |           |
| VII Legislatura  | 1873-1875     | XXIV Legislatura       | 1908-1910   | XXXIX Legislatura   | 1943-1946 | LVI Legislatura   | 1994-1997          |           |             |               |           |
| VIII Legislatura | 1875-1878     | XXV Legislatura        | 1910-1912   | XL Legislatura      | 1946-1949 | LVII Legislatura  | 1997-2000          |           |             |               |           |
| IX Legislatura   | 1878-1880     | XXVI Legislatura       | 1912-1913   | XLI Legislatura     | 1949-1952 | LVIII Legislatura | 2000-2003          |           |             |               |           |
| X Legislatura    | 1880-1882     | XXVI Legislatura (bis) | 1913-1914   | XLII Legislatura    | 1952-1955 | LIX Legislatura   | 2003-2006          |           |             |               |           |
| XI Legislatura   | 1882-1884     | Congreso Constituyente | 1916-1917   | XLIII Legislatura   | 1955-1958 | LX Legislatura    | 2006-2009          |           |             |               |           |
| XII Legislatura  | 1884-1886     | XXVII Legislatura      | 1917-1918   | XLIV Legislatura    | 1958-1961 | LXI Legislatura   | 2009-2012          |           |             |               |           |
| XIII Legislatura | 1886-1888     | XXVIII Legislatura     | 1918-1920   | XLV Legislatura     | 1961-1964 | LXII Legislatura  | 2012-2015          |           |             |               |           |
| XIV Legislatura  | 1888-1890     | XXIX Legislatura       | 1920-1922   | XLVI Legislatura    | 1964-1967 | LXIII Legislatura | 2015-2018          |           |             |               |           |
| XV Legislatura   | 1890-1892     | XXX Legislatura        | 1922-1924   | XLVII Legislatura   | 1967-1970 | LXIV Legislatura  | 2018-2021          |           |             |               |           |
| XVI Legislatura  | 1892-1894     | XXXI Legislatura       | 1924-1926   | XLVIII Legislatura  | 1970-1973 | LXV Legislatura   | 2021-2024          |           |             |               |           |
| XVII Legislatura | 1894-1896     | XXXII Legislatura      | 1926-1928   | XLIX Legislatura    | 1973-1976 | LXVI Legislatura  | 2024-2027          |           |             |               |           |